# 얀 코하노프스키

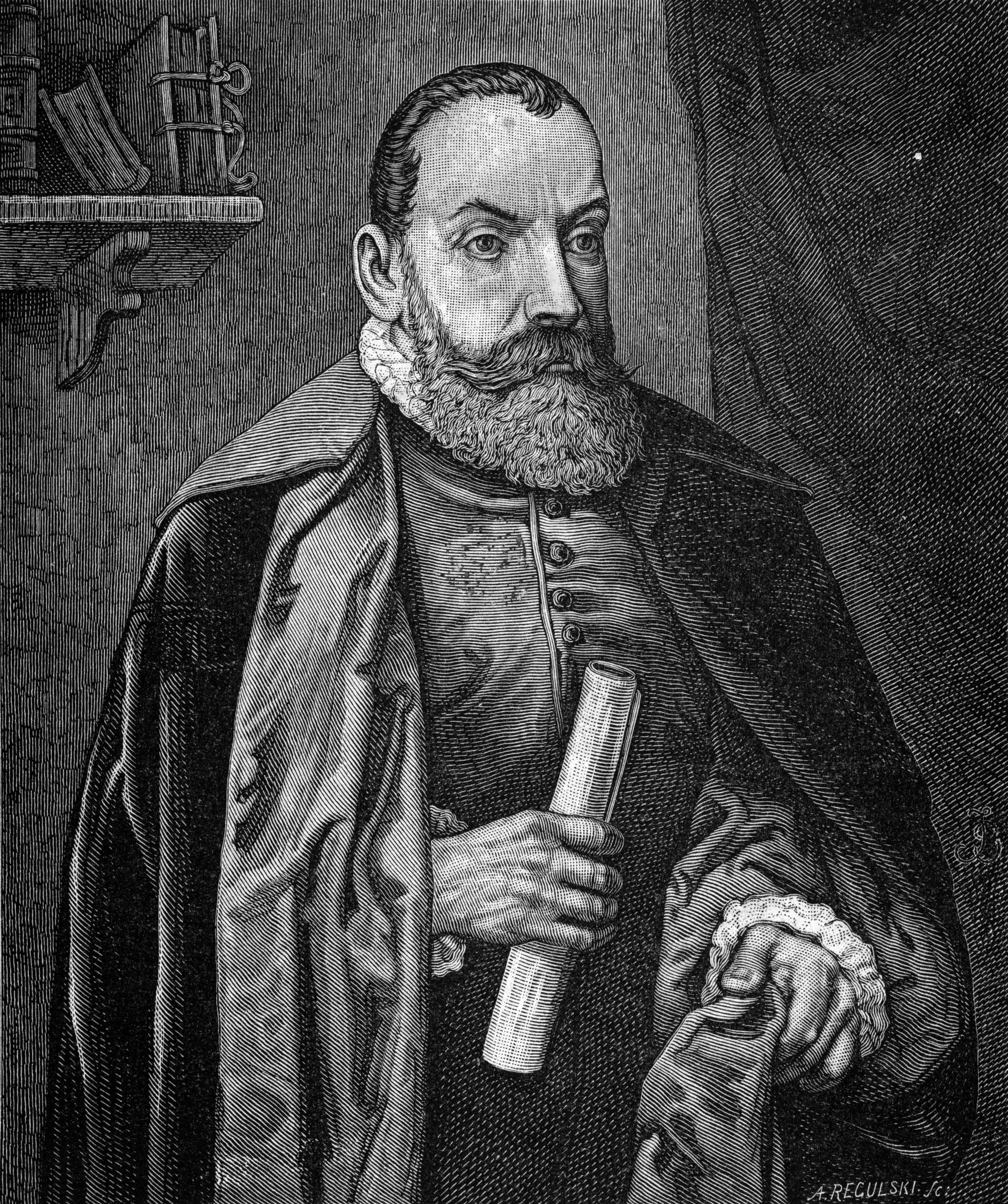
얀 코하노프스키

얀 코하노프스키(폴란드어: Jan Kochanowski, 라틴어: Ioannes Cochanovius 이오안네스 코하노비우스[*], 1530년 ~ 1584년 8월 23일)는 폴란드 르네상스 시대의 시인으로, 문학적 폴란드어로 완전한 시형식을 창시하기로 유명하였다. 폴란드 시인들 중 가장 위대한 시인이자 19세기 이전의 가장 위대한 슬라브 시인으로 존경받고 있다.

## 생애
시치나(Syczyna)에서 태어나, 14세 때 라틴어에 능통하여 크라쿠프 학원에 보내졌다. 1547년 17세 때에 졸업하여 프로이센 공국의 쾨니히스베르크 대학교와 이탈리아의 파도바 대학교에서 수학하였다. 파도바에서 위대한 인문주의 학자 프란체스코 로보르텔로와 접촉하였고, 프랑스에서 시인 피에르 드 롱사르를 만났다.
1599년 귀국하여, 인문주의자와 르네상스적 시인 활동을 벌여왔다. 다음 15년 동안 지그문트 2세 아우구스트의 궁정에 가까워지면서, 왕실의 대신을 지냈다. 1574년 차르놀라스(흑목) 소유지에 정착하여 지주 생활을 이끌었다.
1584년 8월 22일 루블린에서 심장마비로 사망하였다.

## 활동
코하노프스키는 라틴어로 작품을 쓰는 데 그치지 않았으며, 그의 주요한 공적은 자신을 당시와 후대를 위한 고전적으로 만든 폴란드어 시의 창조였다.
그의 첫 작품은 《그리스 사절의 사퇴》(1578)였는 데, 이 작품은 트로이 전쟁을 이끈 공백적 비극이었다. 이 연극은 바르샤바의 우야즈도프 성에서 얀 자모이스키와 크리스티나 라지비우워의 결혼식에서 공연되었다.
코하노프스키의 가장 잘 알려진 작품은 《만가》(1580)이다. 이 작품은 그의 사랑하던 2살 반짜리 딸 우르슐라의 죽음을 위하여 쓰여진 19개의 애가 시리즈이다.

## 같이 보기
- 정치물